# Leo Geoghegan
Leo Geoghegan, né le 16 mai 1936 à Sydney et décédé le 2 mars 2015 également dans cette ville, est un pilote automobile australien sur circuits, à bord de voitures de sport type Grand Tourisme et de monoplaces. 

## Biographie
Sa carrière en sport automobile s'étale entre 1960 et 1974, au sein de son équipe du Geoghegan's Sporty Cars Total Team, puis du Grace Bros – 5AD City State Racing Team en Formule 2 australienne.
Pilote essentiellement sur Lotus, il participe au Championnat d'Australie des conducteurs (l'Australian Drivers' Championship) de 1961 à 1973 et en 1978, avec sa propre écurie.
Son frère cadet, Ian (1940-2003), fut aussi un important pilote dans son pays, et le fils de ce dernier, Michael, courut en Formule Ford nationale de 1989 à 1991.

## Palmarès

### Titres

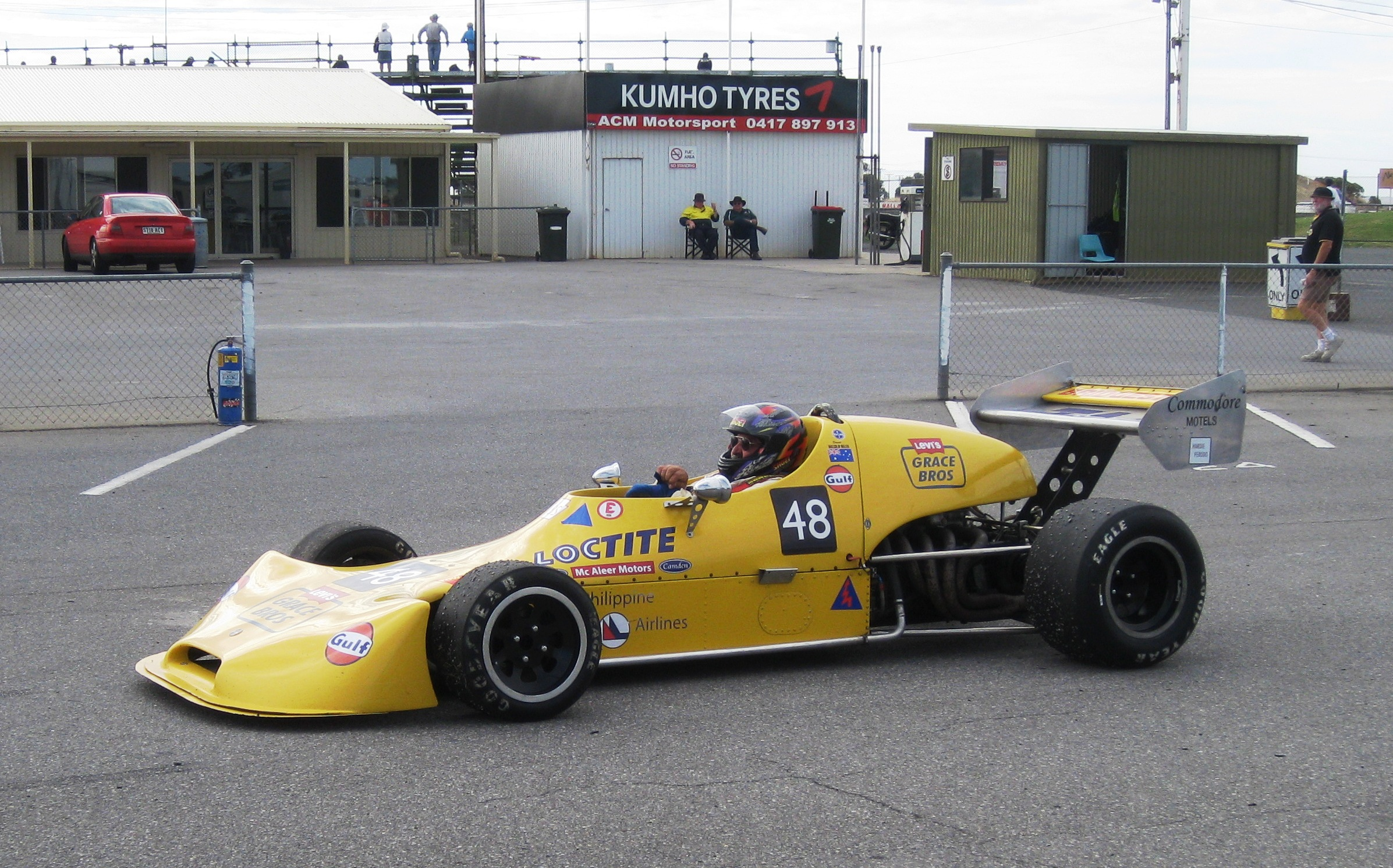
La Birrana 274 de L. Geoghegan, victorieuse du championnat F2 d'Australie en 1974.

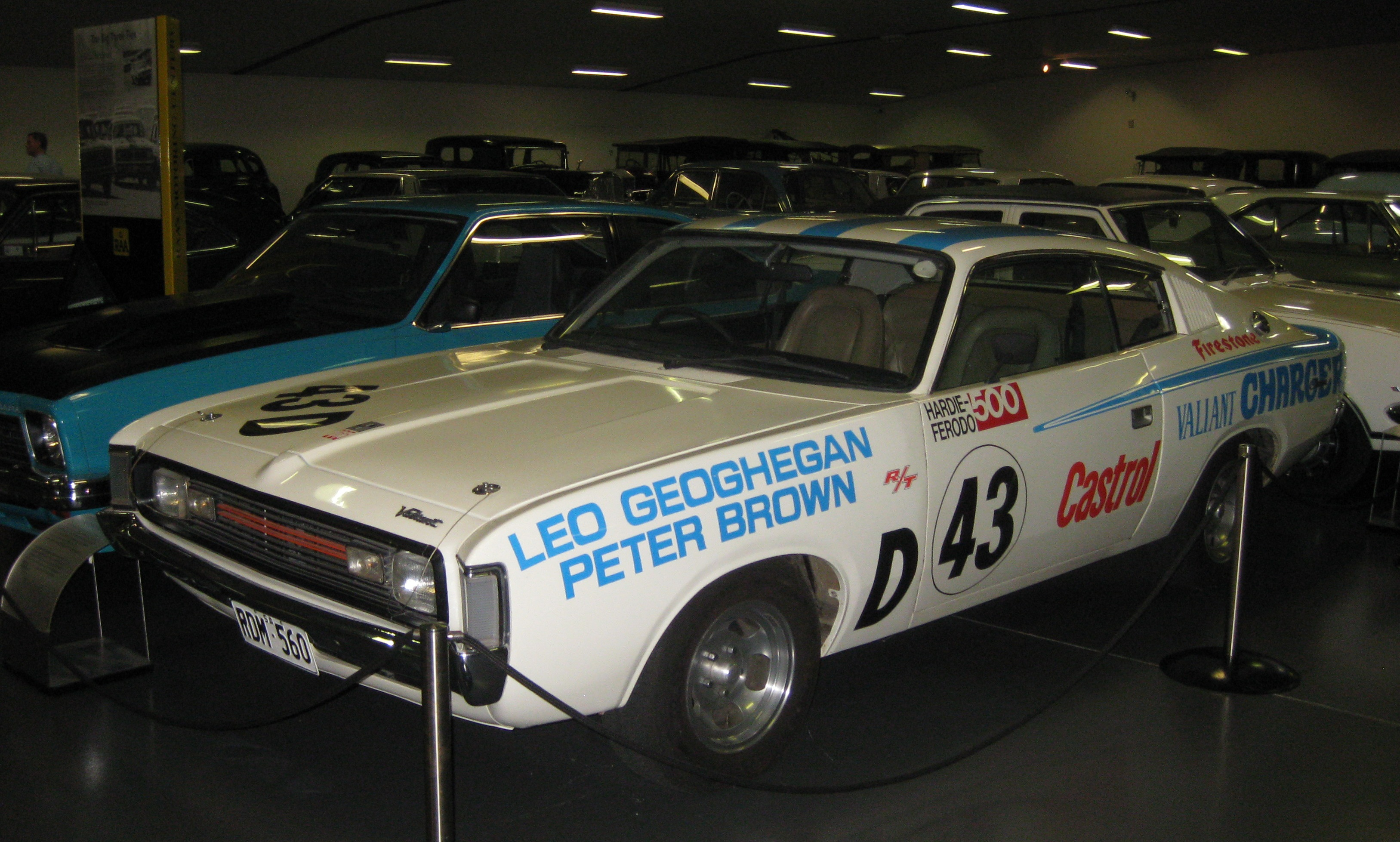
La Chrysler VH Valiant Charger R/T E38 de L. Geoghegan, 2e de classe D au Hardie-Ferodo 500 de 1971.

(5, dans 4 championnats différents)
- Champion d'Australie Grand Tourisme (en): 1960, sur Lotus Elite (première édition);
- Champion d'Australie de Formule Junior (en): 1963, sur Lotus 22;
- Champion d'Australie des conducteurs: 1970, sur Lotus 39 et Lotus 59B (F2, victoires au Sam Hordern Trophy de Warwick Farm, et à Mallala);
- Champion d'Australie de Formule 2: 1973 sur Birrana 272 et 273, et 1974 sur Birrana 274.

### Principales victoires
- 6 Heures de Bathurst (en): 1962 avec son frère Ian, sur Daimler SP250;
- 6 Heures de Surfers Paradise (en): 1968 avec son frère Ian, sur Ferrari 250 LM de la Scuderia Veloce;
- JAF Grand Prix (en) 1969 (Formule libre, sur Lotus 39 F2 ex-Jim Clark au Fuji Speedway, avec record F2 au tour de piste).

(Nota Bene: il fut aussi deuxième du Bathurst 500 en 1967 sur Ford XR Falcon GT avec son frère Ian, et troisième du Bathurst 1000 en 1973 -course remportée par Ian-.)